# Dänischburg
Dänischburg bildet zusammen mit den Ortsteilen Siems, Rangenberg und Wallberg den Stadtbezirk 27 des Lübecker Stadtteils Kücknitz.
Im 20. Jahrhundert siedelten sich mehrere Industriebetriebe im Ortsteil an (Villeroy & Boch, Guano-Werke und Triangelwerk).

## Geographie
Der Bezirk liegt am nördlichen Traveufer, das nur zu einem kleinen Teil überbaut ist – damit verfügt Dänischburg über einen natürlichen Zugang zur Trave. Durch Dänischburg führt die Kreisstraße K9, die Dänischburger Landstraße, als Hauptverkehrsachse.
Nach Süden ist Dänischburg durch die Trave begrenzt. Nach Norden schließen sich das Forstgebiet Dänischburger Forst und die Gemeinde Ratekau mit der Ortschaft Sereetz sowie die Bundesautobahn 226 an. Hier ist auch – kurz vor Beginn des Waldes – der Dänischburger Hof zu finden. Nach Westen folgt die Stadt Bad Schwartau, nach Osten der Ortsteil Siems, ebenfalls durch Industriebetriebe geprägt.

## Geschichte
Die Hansestadt Lübeck hat ihren Ursprung westlich von Dänischburg. An der Mündung der Schwartau wurde 819 n. Chr. die slawische Burganlage Liubice erbaut.
Der Name Dänischburg ist wohl dem dänischen König Waldemar II. zu verdanken, der im Jahr 1234 zwei Türme errichten ließ, um die Schifffahrt zu blockieren. Die Türme lagen in der Nähe der Ortschaft Dänischburg. Die Ortschaft Dänischburg wurde 1299 erstmals urkundlich erwähnt.
Der Industrieverein aus Lübeck siedelte 1900 die Lübecker Schwefelsäure- und Superphosphatfabrik in Dänischburg an. Der Name änderte sich nach dem Ersten Weltkrieg durch eine Fusion in Guano-Werke. Die Firma Villeroy & Boch baute ihr Werk in Dänischburg ab 1906 auf. Die erste Schule wurde 1909 gebaut – die Luisenhof-Volksschule. Die Kapelle Sankt Paulus wurde am 27. Mai 1965 geweiht.
Am 20. Oktober 2000 wurde der Dänischburger Jugendtreff eröffnet. Der Jugendtreff auf dem Villeroy-&-Boch-Gelände geht auf eine Initiative von Jugendlichen zurück. Sie hatten Ende 1999 mit einer Unterschriftenliste die Einrichtung eines Treffpunkts für sich gefordert.
Das Gelände von Villeroy & Boch wurde Anfang 2010 an IKEA verkauft. In den folgenden Jahren wurde das Werk komplett abgerissen. Im Anschluss wurde ein IKEA-Markt mit angrenzendem Einkaufszentrum gebaut, dem LUV-Shopping-Center. Es verfügt über mehrere Einzelhandelsunternehmen und war der erste Versuch von IKEA, ein Einkaufszentrum mit einem IKEA-Markt zu kombinieren.

## Öffentlicher Nahverkehr

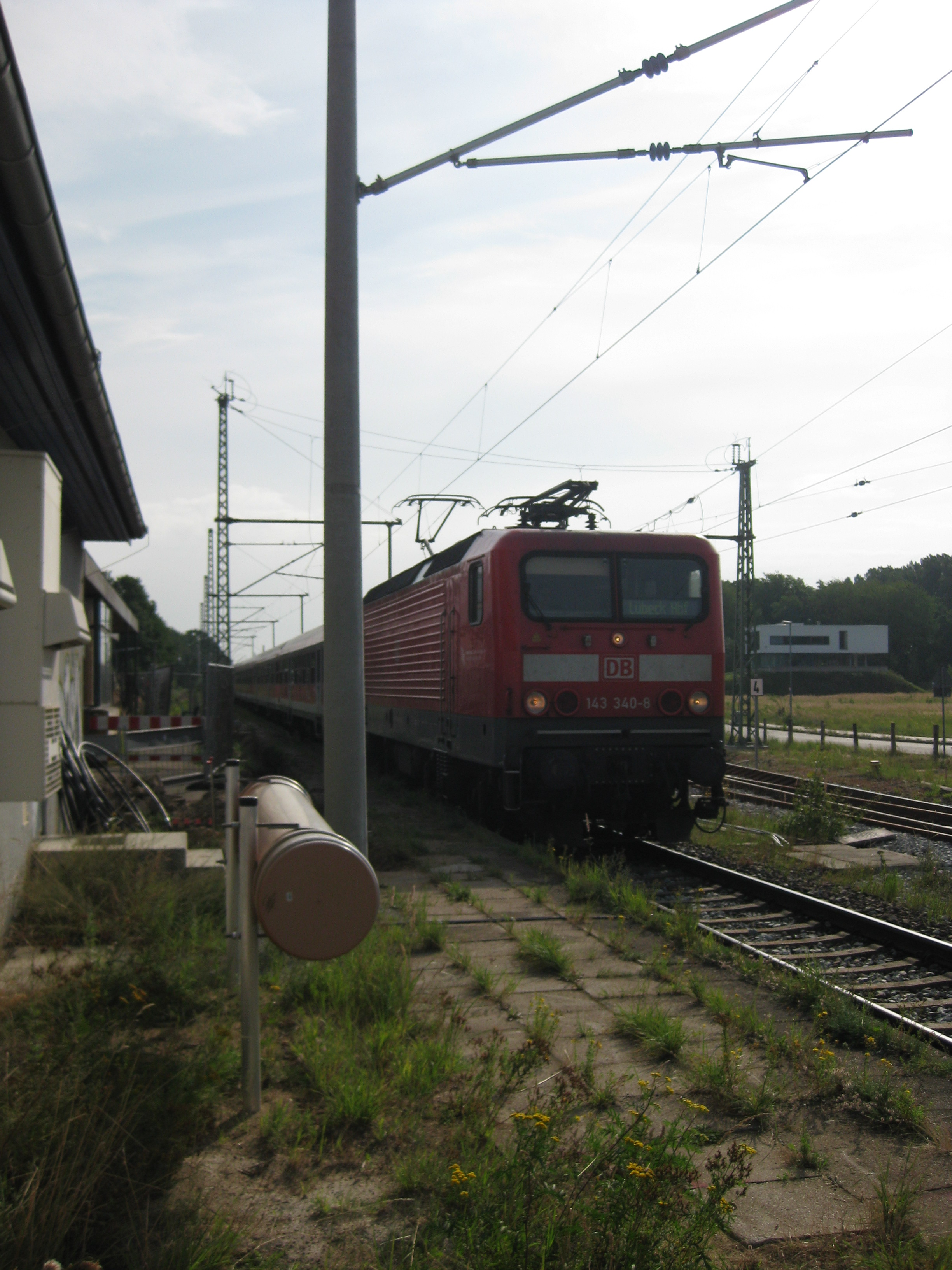
RE8 (Hamburg Hbf – Lübeck-Travemünde Strand) im Bahnhof Lübeck-Dänischburg IKEA

Dänischburg wird durch die Lübeck-Travemünder Verkehrsgesellschaft mit der Buslinie 33 in Richtung Kücknitz (Ortsteil Roter Hahn) bzw. Bad Schwartau angefahren. Mit der Linie 1, zum Hochschulstadtteil und Sereetz des Stadtverkehrs, verfügt Dänischburg über eine weitere Anbindung – diese Verbindung wurde nach der Eröffnung des Einkaufszentrums realisiert.
Nach der Schließung des Bahnhofs Dänischburg 1986 wurde zum Fahrplanwechsel am 14. Dezember 2014 an der Bahnstrecke Schwartau Waldhalle–Lübeck-Travemünde Strand etwas versetzt die neue Station Lübeck-Dänischburg IKEA eröffnet. Der neue Haltepunkt wurde von IKEA initiiert und in einer Öffentlich-privaten Partnerschaft finanziert. Er befindet sich unmittelbar am einstigen Villeroy-&-Boch-Gelände und wird stündlich bedient.

## Organisation und Vereine
Die Freiwillige Feuerwehr Dänischburg wurde am 19. Februar 1922 gegründet und ist im Schäferkamp beheimatet. Die Wehr ist zusammen mit der Berufsfeuerwehr Lübeck für die Sicherheit in Dänischburg und Umgebung zuständig. Die Wehr hat auch eine Jugendfeuerwehr, die 1987 gegründet wurde.
Der TSV Dänischburg hat seine Heimat beim Sportplatz An den Bahnschranken an der Dänischburger Landstraße.